# هيئة التراث الإنجليزي
هيئة التراث الإنجليزي أو ببساطة التراث الإنجليزي (بالإنجليزية: English Heritage)‏ أو لجنة المباني والآثار التاريخية سابقا، هي هيئة عامة مستقلة مسؤولة عن إدارة التراث التاريخي الوطني لإنجلترا. هيئة التراث الإنجليزي وصية حاليا على أكثر من 400 من المباني الإنجليزية التاريخية والآثار والمواقع التي يمتد تاريخها إلى أكثر من 5000 سنة. لعل أبرزها هو جندل ستونهنج وقلعتي دوفر، تينتاجيل بالإضافة إلى أفضل الأجزاء المتبقية من سور هادريان. كما يدير التراث الإنكليزي أيضا مخطط لندن للوحات الزرقاء، الذي يربط أسماء أهم الشخصيات التاريخية المؤثرة بمبان معينه تكريما لهم.

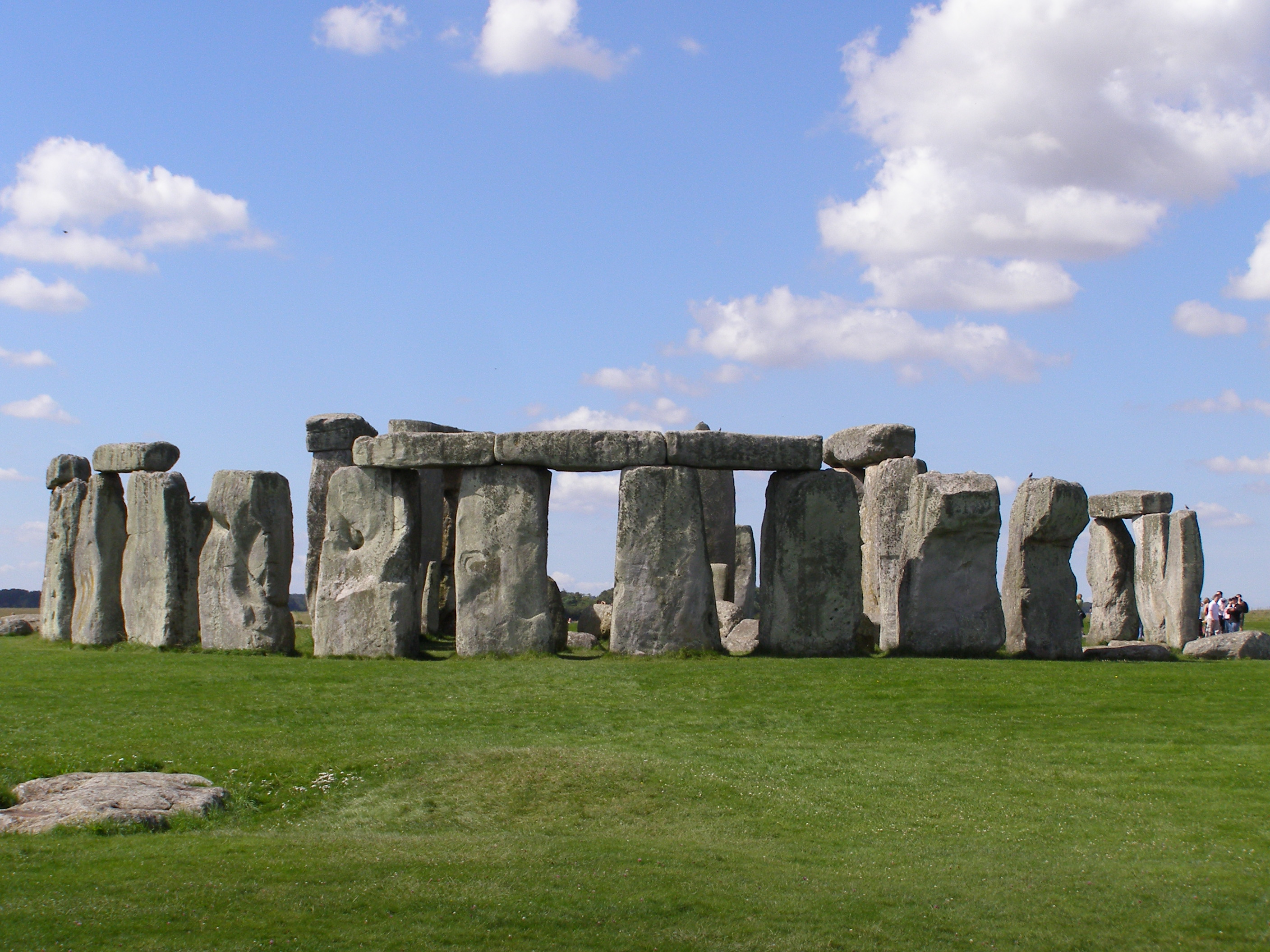
ستونهنج، واحدة من مواقع التراث الإنجليزي الأكثر شهرة.

## تاريخ
على مر القرون، ظل دائما ما يسمي الآن «تراثا» مسؤولية من مسؤوليات مجموعة من الإدارات الحكومية التابعة للدولة. تعود المسؤولية القانونية للدولة على البيئة التاريخية بالأساس إلى قانون حماية الآثار القديمة لسنة 1882. لتجسيد هذا القانون على أرض الواقع، وضعت الحكومة المركزية عددا من نظم حماية التراث حينها.
بحلول سنة 1983 نقل وزير الدولة لشؤون البيئة مايكل هيسلتين المسؤولية الوطنية تجاه البيئة التاريخية إلى وكالة شبه مستقلة (كوانغو) تعمل في إطار المبادئ السياسة للحكومة وفقا لتوجيهات الوزارة. سنة بعد ذلك، وتحديدا في الأول من أبريل سنة 1984 تأسست ما سميت حينها باسم «لجنة المباني والآثار التاريخية» بموجب أحكام قانون التراث الوطني لسنة 1983. بموجب هذا القانون دائما تم حل كل الهيئات التي كانت تقدم في ما مضى المشورة المستقلة (مجلس الآثار القديمة لإنجلترا ومجلس المباني التاريخية لإنجلترا) وأسندت هذه الوظائف إلى الهيئة الجديدة. بعد فترة وجيزة، اكتسبت اللجنة إسمها الحالي التراث الإنجليزي من قبل رئيسها الأول، لورد مونتاغو.
بحلول سنة 1984 أنشئ سجل وطني للحدائق والحدائق التاريخية (رينجرز هاوس وغرينتش مثلا)،  كما أنشئ أيضا في مارس 1995 سجل آخر لميادين القتال التاريخية (مثل معركة توكسبوري). بوصول أبريل لسنة 1999 اندمجت هيئة التراث الإنجليزي مع سجل الآثار الوطنية واللجنة الملكية للآثار التاريخية  بغرض توحيد الموارد لتحديد ومسح البيئة التاريخية لإنجلترا.
نتيجة لقانون التراث الوطني لسنة 2002، اكتسب التراث الإنجليزي المسؤولية الإدارية الكاملة على حطام السفن التاريخية وكذا المناظر الطبيعية المغمورة ضمن 12 ميلا من السواحل الإنجليزية.
في سنة 2006 نقلت مهمة إدارة نظام الأبنية المدرجة من وزارة الثقافة والإعلام والرياضة إلى التراث الإنجليزي. غير أن قرارات الإدراج الفعلية لا تزال على عاتق وزير الدولة للثقافة والإعلام والرياضة، تطبيقا لمقتضيات قانون التخطيط (المباني والمناطق المحمية) لسنة 1990 المتعلقة بالموافقة على قائمة المباني ذات الأهمية المعمارية أو التاريخية الخاصة. بعد إصلاح الهيئات العامة  في سنة 2010، تم التأكيد على التراث الإنجليزي كمستشار قانوني للحكومة فيما يتعلق بالبيئة التاريخية. وتم الإبقاء عليه باعتباره «أداء وظيفة فنية ينبغي أن تظل مستقلة عن الحكومة». غير أن الإدارة عانت أيضا من تخفيضات في الميزانية خلال الركود الذي شهدته سنوات 2010، مما أسفر عن عجز في الإصلاحات بلغ حدود ال100 مليون جنيه إسترليني.
بحلول سنة 2012 أعيدت تسمية القسم المسؤول عن مجموعات الأرشيف، ليصبح تحت مسمى أرشيف التراث الإنجليزي.

## التمويل
تعتمد هيئة التراث الإنجليزي في تمويلها عل الدخل المتولد عن رسوم الدخول إلى ممتلكاتها ورسوم العضوية والدخل التجاري المتأتي على سبيل المثال من المطاعم وبيوت العطلات والمتاجر الواقعة في المناطق التي تقع تحت تحصايتها. بالإضافة إلى ذلك تحصل الهيئة على إيراداتها أيضا من المنح وعمليات جمع التبرعات. لتسهيل العملية الانتقالية التي تهدف إلى تحقيق الاكتفاء الذاتي للهيئة، وفرت الحكومة ما قيمته 80 مليون جنيه استرليني سنويا حتى عام 2023 بهدف تغطية تكاليف الصيانة المتراكمة للمواقع التي تقع تحت رعاية التراث الإنجليزي.
في السابق، عندما كان التراث الإنجليزي هيئة عامة غير تابعة للإدارات، تضطلع بمهام التخطيط والادراج وتقديم المشورة وإجراء البحوث المتعلقة بالتراث، كان معظم تمويلها يأتي من الحكومة مباشرة.
بلغت الإيرادات الكلية للتراث الإنكليزي خلال الفترة الممتدة بين سنتي 2013 و2014 حوالي 186.55 مليون جنيه استرليني منها 99.85 مليون جنيه إسترليني قادمة على شكل منحة، وما تبقى (86.7 مليون جنية إسترليني) تم تحصيله من أوقاف الهيئة. بما فيها 17.47 مليون جنيه إسترليني من مداخيل العقارات، و 14.96 مليون جنيه إسترليني من المطاعم والتجزئة و22.91 مليون جنيه إسترليني من رسون العضوية و26.39 مليون جنيه إسترليني من التبرعات والمنح. هذا ومن المتوقع أن تؤدي هذه الخطة المالية الناجعة إلى التخفيض من احتياجات الهيئة لأموال الإعانات السنوية من 15.6 مليون جنيه استرليني في سنتي 2015 و2016 إلى 10.1 مليون جنيه استرليني خلال سنتي 2020 و2021 ومن ثم إلى حدود الصفر خلال سنوات 2022 و2023.

## التطوع
ترحب هيئة التراث الإنجليزي كثيرًا بالمتطوعين. حيث تتراوح الأدوار التي يمكن أن يلعبها المتطوعين في إطار الهيئة بين حراسة الغرف وورش العمل التعليمية والبستنة بالإضافة إلى تنظيف الأندية والانخراط في البحوث.
بلغ عدد المتطوعين المنتظمين بالهيئة خلال الفترة الممتدة بين سنتي 2014 و2015 ما مجموعه 1872 متطوعا في الوقت الذي قدر فيه هذا العدد بحوالي 1473 متطوعا في الفترة الممتدة من 2013 إلى 2014.

## الإدارة والحوكمة
يحكم هيئة التراث الإنكليزي مجلس أمناء يحدد التوجه الإستراتيجي العام للمنظمة ضمانا لتحقيقها لمقاصدها وأهدافها المرسومة. ويقودها الرئيس، الذي هو حاليا نائب الأدميرال السير تيم لورانس. أما الأمناء الآخرون فهم على التوالي أليكس بلفور' وفيكي بارنسلي أوب وسوكي هيمنغ ورونالد هوتون وكيت جيمس ويد والسير لوري ماغنوس وإيان ماكايغ ومالكولم ريدينغ وسارة ستانيفورث وجيمس توينينغ وتشارلز غوراسا. فيما تفوض الإدارة التنفيذية إلى الرئيس التنفيذي الحالي للمنظمة، كيت مافور الذي بدأ في 5 مايو 2015 مباشرة بعد انتقاله من الصندوق الاستئماني الوطني لاسكتلندا. يدعم الرئيس التنفيذي مجلس تنفيذي يتكون من ثمانية مدراء.
خلال موسم 2013 إلى 2014 وقبل أن تصبح مؤسسة خيرية، كان لدى التراث الإنجليزي قرابة 2578 موظفا.

## اللوحات الزرقاء

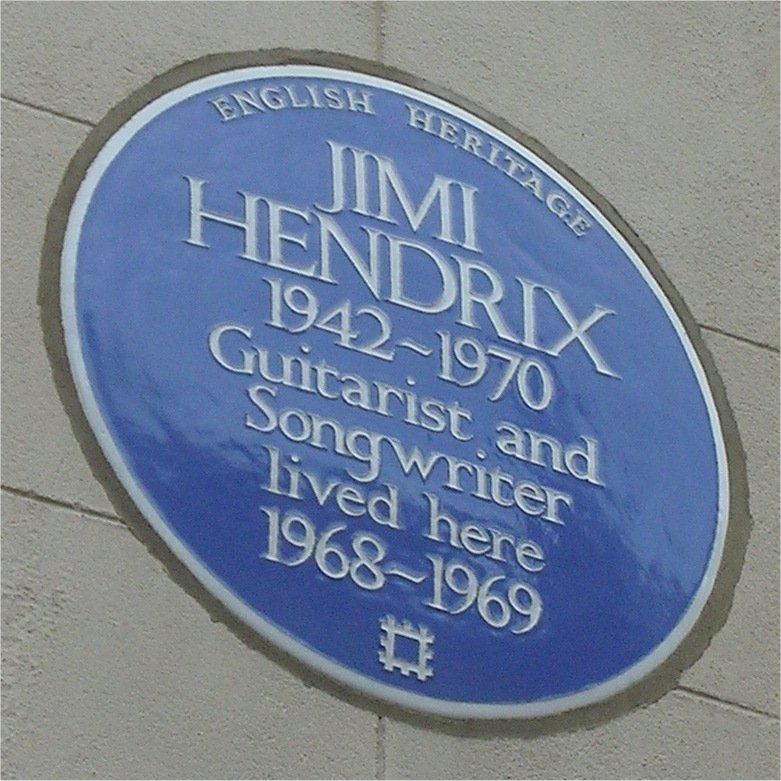
نموذج لوحة زرقاء من المشروع الذي تسهر على إدارة هيئة التراث الإنجليزي. المناسبة هنا كانت تكريم عازف الجيتار جيمي هندريكس، حيث علقت على منزله السابق الواقع في 23 شارع بروك، لندن، إنجلترا.

تشرف هيئة التراث الإنجليزي على إدارة نظام اللوحات الزرقاء في لندن منذ سنة 1986. أين يتم الاعتراف بالأشخاص المهمين والبارزين وتكريمهم من خلال إطلاق أسمائهم على أهم الأماكن في العاصمة لندن. أشرف التراث الإنجليزي أيضا ولفترة قصيرة على مشروع مماثل خارج لندن، وضعت على إثره لوحات في ليفربول وبرمنغهام وأماكن أخرى، لكنه أوقف في النهاية.
في هذا السياق، أنشئت العديد من اللوحات الأخرى في جميع أنحاء المملكة المتحدة (بما في ذلك لندن) من قبل مجالس المدن ومجالس المقاطعات والجمعيات المدنية والجمعيات التاريخية ونوادي المعجبين والشركات والأفراد. لكن هذه الإدارات تحتاج دائما إلى موافقة من التراث الإنجليزي باعتباره الوصي على مشروع اللوحات الزرقاء.

## الخلافات

### المواقع التراثية في كورنوال
بحلول سنة 1999 راسلت مجموعة ضغط تطلق على نفسها اسم برلمان قورنيش ستناري (إحياء للبرلمان التاريخي الذي عقد في قورنيش في سنة 1753) هيئة التراث الإنجليزي، طالبة منها إزالة جميع اللافتات التي تحمل اسمها من مواقع القورنيش (الكورنوال حاليا) انطلاقا من يوليو 1999، حيث اعتبروها مواقع قورنيشية قديمة، وليست إنجليزية.
على مدى أحد عشر شهرا، أزال أعضاء من «قورنيش ستناري» 18 لافتة، وقامو بإرسال رسالة إلى التراث الإنجليزي تقول «أن اللافتات قد صودرت واحتجزت كدليل علي العدوان الثقافي الإنجليزي في كورنوال. معتبرين أن وراء هذه اللافتات دوافع عنصرية تشكل هجوما عميقا يسبب الكرب للكثير من السكان القورنيش».
بحلول 18 يناير 2002، في محكمة  التاج في تروورو وبعد أن نجح الإدعاء في التقديم بطلب للحصول على شهادة الحصانة العامة لدحض الأدلة الدفاعية (تصدر عادة في قضايا تتعلق بالأمن القومي)، وافق ثلاثة من أعضاء الفريق على إعادة اللافتات ودفع مبلغ يعادل 4500 جنيه إسترليني كتعويض للتراث الإنجليزي مع التزامها بالحفاظ على السلام. في المقابل، أسقط الإدعاء إتهامات بالتامر للتسبب في أضرار جنائية.
في سنة 2011، اعترف النائب المحافظ تشارلز جورج يوستيس بأن تراث القورنيش «ليس تراثا إنجليزيا»، مضيفا أنه «هناك شعور متزايد بكون الكورنوال يجب أن تكون لها هي الأخرى منظمة تراث خاصة بها». اقترح في المقابل «الاستعاضة عن التراث الإنجليزي، عن طريق إنشاء مجموعة التراث القورنيشي، تماما كما الحال في ويلز واسكتلندا على سبيل المثال». وطلب من وزير الثقافة آنذاك جيريمي هنت التبرع بالأموال إلى هيئة مستقلة جديدة في كورنوال عن طريق خفض ميزانية التراث الإنجليزي.

### الصور الفتوغرافية
بحلول سنة 2010 أرسلت الهيئة رسالة بريد الكتروني إلى وكالة الصور ذات الوصول المفتوح "فوتوليبرا"، حاولت من خلالها حظر الاستخدام التجاري غير المصرح به للصور الفوتوغرافية الملتقطة لجندل ستونهنج. أصدرت المنظمة في وقت لاحق بيان تأسف قالت فيه «أن المنظمة لا تسيطر علي حقوق التاليف والنشر لجميع صور ستونهنج ولم تحاول أبدا القيام بذلك»، ثم أضافت «أنها تطلب من المصورين التجاريين دفع الرسوم والالتزام بشروط معينه».